# Bovichtus psychrolutes
Bovichtus psychrolutes is een straalvinnige vissensoort uit de familie van ijsvissen (Bovichtidae). De wetenschappelijke naam van de soort is voor het eerst geldig gepubliceerd in 1860 door Günther.